# Hendrik Wüst
Hendrik Josef Wüst (Rhede, 19 juli 1975) is een Duits politicus van de CDU. Sinds 2021 is hij minister-president van de deelstaat Noordrijn-Westfalen.

## Biografie
Hendrik Wüst groeide op in Rhede, nabij de grens met Nederland, en doorliep de middelbare school in Bocholt. Na het behalen van zijn Abitur in 1995 studeerde hij rechten aan de Westfaalse Wilhelms-Universiteit in Münster, waar hij in 2003 slaagde voor zijn tweede juridische staatsexamen. Aansluitend was hij onder meer als juridisch adviseur actief in het bedrijfsleven.
Wüst is rooms-katholiek. Hij is getrouwd en heeft een dochter.

### Politieke carrière
Wüst was al op jonge leeftijd politiek actief. Als 15-jarige was hij in Rhede medeoprichter van de lokale afdeling van de Junge Union, de jongerenorganisatie van de christendemocratische CDU. In 1994 werd hij in diezelfde plaats verkozen tot gemeenteraadslid. Wüst was tussen 2000 en 2006 voorzitter van de Junge Union in Noordrijn-Westfalen; tussen 2006 en 2010 was hij in die deelstaat secretaris-generaal van de CDU onder partijleider en minister-president Jürgen Rüttgers.
Bij de lokale verkiezingen van 2005 werd Wüst voor het eerst verkozen in de Landdag van Noordrijn-Westfalen, het deelstaatparlement in Düsseldorf. Tussen 2010 en 2017 maakte de CDU geen deel uit van de deelstaatregering en voerde Wüst oppositie. Toen de christendemocraten bij de verkiezingen van 2017 weer als sterkste uit de bus kwamen, maakte Wüst namens zijn partij deel uit van het onderhandelingsteam dat een regeerakkoord sloot met de liberale FDP van Christian Lindner. In deze regering, die onder leiding kwam te staan van Armin Laschet, werd Wüst benoemd tot minister van Verkeer, een ambt dat hij ruim vier jaar zou bekleden.
Laschet, die als kanselierskandidaat bij de Duitse Bondsdagverkiezingen van 2021 een forse nederlaag leed, gaf in oktober 2021 zijn posities als minister-president en CDU-voorzitter in Noordrijn-Westfalen op om zitting te nemen in de Bondsdag in Berlijn. Op 23 oktober werd Wüst aangewezen als de nieuwe partijleider in de deelstaat en vier dagen later werd hij door de Landdag verkozen tot minister-president. Wüst kreeg de taak om de termijn van Laschet af te maken tot en met de Landdagverkiezingen van mei 2022.
De opkomst bij die verkiezingen lag met 55,5% lager dan ooit, maar de CDU boekte onder leiding van Wüst wel een redelijke winst en bleef de grootste partij van Noordrijn-Westfalen. Coalitiepartner FDP viel echter zodanig terug, dat de zittende regering haar meerderheid verloor. Wüst besloot hierop in zee te gaan met Bündnis 90/Die Grünen en vormde met hen een zogeheten kiwi-coalitie, de eerste ooit in Noordrijn-Westfalen. De regering-Wüst II trad op 29 juni 2022 aan.